# Oceanapia renieroides
Oceanapia renieroides är en svampdjursart som beskrevs av Burton 1934. Oceanapia renieroides ingår i släktet Oceanapia och familjen Phloeodictyidae. Inga underarter finns listade i Catalogue of Life.